# Mali Brebrovnik
Mali Brebrovnik – wieś w Słowenii, w gminie Ormož. 1 stycznia 2018 liczyła 148 mieszkańców.